# Siganus
A Siganus a sugarasúszójú halak (Actinopterygii) osztályának sügéralakúak (Perciformes) rendjébe, ezen belül a nyúlhalfélék (Siganidae) családjába tartozó egyetlen nem.

## Tudnivalók
A Siganus-fajok többségének az előfordulási területe az Indiai-óceán és a Csendes-óceánok határán van. Néhányuk kizárólag a Csendes-óceánban található meg, míg mások az Indiai-óceánban endemikusak. A korallszirteken vagy azok közelében élnek; fiatalon rajokban, míg felnőttkorban magányosan vagy párban. Kisebb halak, amelyeknek hossza 20-53 centiméter közötti.

## Rendszerezés
A nembe az alábbi 29 faj tartozik:
- Siganus argenteus (Quoy & Gaimard, 1825)
- Siganus canaliculatus (Park, 1797)
- Siganus corallinus (Valenciennes, 1835)
- Siganus doliatus Guérin-Méneville, 1829-38
- Siganus fuscescens  (Houttuyn, 1782)
- Siganus guttatus (Bloch, 1787)
- Siganus insomnis Woodland & Anderson, 2014
- Siganus javus (Linnaeus, 1766)
- Siganus labyrinthodes (Bleeker, 1853)
- Siganus lineatus (Valenciennes, 1835)
- Siganus luridus (Rüppell, 1829)
- Siganus magnificus (Burgess, 1977)
- Siganus niger Woodland, 1990
- Siganus puelloides Woodland & Randall, 1979
- Siganus puellus (Schlegel, 1852)
- Siganus punctatissimus Fowler & Bean, 1929
- Siganus punctatus (Schneider & Forster, 1801)
- Siganus randalli Woodland, 1990
- Siganus rivulatus Forsskål & Niebuhr, 1775
- Siganus spinus (Linnaeus, 1758)
- Siganus stellatus (Forsskål, 1775)
- Siganus sutor (Valenciennes, 1835)
- Siganus trispilos Woodland & Allen, 1977
- Siganus unimaculatus (Evermann & Seale, 1907)
- Siganus uspi Gawel & Woodland, 1974
- Siganus vermiculatus (Valenciennes, 1835)
- Siganus virgatus (Valenciennes, 1835)
- rókafejű nyúlhal (Siganus vulpinus) (Schlegel & Müller, 1845)
- Siganus woodlandi Randall & Kulbicki, 2005